# Dasht-e Qūreh
Dasht-e Qūreh (persiska: دشت قوره, Dasht-e Qūrī) är en ort i Iran.   Den ligger i provinsen Västazarbaijan, i den nordvästra delen av landet, 500 km väster om huvudstaden Teheran. Dasht-e Qūreh ligger 1 739 meter över havet och antalet invånare är 610.
Terrängen runt Dasht-e Qūreh är kuperad, och sluttar norrut. Runt Dasht-e Qūreh är det ganska glesbefolkat, med 48 invånare per kvadratkilometer. Närmaste större samhälle är Naqadeh, 12,9 km norr om Dasht-e Qūreh. Trakten runt Dasht-e Qūreh består i huvudsak av gräsmarker.